# Устинов, Вячеслав Александрович
Вячесла́в Алекса́ндрович Усти́нов (27 июня 1925 — 2009) — советский дипломат. Чрезвычайный и полномочный посол.

## Биография
Окончил Московский государственный институт международных отношений (МГИМО) МИД СССР. На дипломатической работе с 1950 года.
- В 1950 году — сотрудник Посольства СССР в КНДР.
- В 1950—1952 годах — сотрудник Посольства СССР в КНР.
- В 1952—1958 годах — сотрудник центрального аппарата МИД СССР.
- В 1958—1960 годах — сотрудник Секретариата МАГАТЭ (Вена).
- В 1960—1961 годах — сотрудник центрального аппарата МИД СССР.
- В 1961—1962 годах — на ответственной работе в центральном аппарате МИД СССР.
- В 1962—1966 годах — советник Посольства СССР в Танзании (до 1964 — Танганьике).
- В 1966—1969 годах — на ответственной работе в центральном аппарате МИД СССР.
- С 2 сентября 1969 по 26 декабря 1972 года — чрезвычайный и полномочный посол СССР в Танзании[1].
- В 1972—1981 годах — заведующий III Африканским отделом МИД СССР.
- В 1981—1986 годах — заместитель генерального секретаря ООН.

После 1986 года — посол по особым поручениям МИД. Имеет государственные награды.
Похоронен на Рогожском кладбище в Москве.

## Семья
Женат, дочь писательница Анна Вячеславовна Устинова (род. 1959).